# Street Riders
Street Riders es un videojuego de carreras desarrollado por el estudio de Shanghái de Virtuos y publicado por Ubisoft para PlayStation Portable. Se basa en el juego de consola 187 Ride or Die.

## Jugabilidad
El juego se trata de feroces combates basados en armas durante las carreras. En total habrá 66 misiones, 14 armas y 30 vehículos.
Hay soporte multijugador para hasta 8 jugadores, con 45 misiones y 7 modos. Además de los modos normales, también puedes jugar de forma cooperativa con un solo coche: un conductor y un artillero.